# Чижов, Иван Дмитриевич
Иван Дмитриевич Чижов (16 июня 1899, Скрипино, Воскресенский район — 9 ноября 1982, Москва) — советский партийный и государственный деятель, первый секретарь Сахалинского областного комитета ВКП(б) (1943—1945), председатель Амурского облисполкома (1938—1942).

## Биография
Член ВКП(б) с 1927 года.
В 1931 г. окончил Курсы рабочих-администраторов при Промышленной академии, в 1936 г. — партийное отделение Высшей сельскохозяйственной школы имени Л. М. Кагановича, в 1946 г. — курсы Высшей школы партийных организаторов при ЦК ВКП(б), в 1953 г. — Высшую партийную школу при ЦК ВКП(б) (заочно).
- 1918—1919 — в РККА, участник Гражданской войны;
- 1919—1922 — на тормозном заводе;
- 1922—1924 — председатель Шубинского сельского Совета (Московская губерния);
- 1924—1931 — слесарь, заместитель директора 3-й фабрики «Мосполиграф»;
- 1931—1933 — председатель колхоза «Согласие», заместитель председателя Лопасненского районного Союза потребительских обществ, заведующий Лопасненским районным земельным отделом (Московская область);
- 1936—1938 — инструктор, заместитель заведующего отделом Ростокинского районного комитета ВКП(б) (Москва), третий секретарь Ростокинского районного комитета ВКП(б) (Москва);
- 1938—1940 — и. о. председателя исполнительного комитета Амурского областного Совета;
- 1940—1942 — председатель исполнительного комитета Амурского областного Совета;
- 1942—1943 — первый заместитель председателя исполнительного комитета Хабаровского краевого Совета;
- 1943—1945 — первый секретарь Сахалинского областного комитета ВКП(б);
- 1946—1947 — второй секретарь областного комитета ВКП(б) Ойротской автономной области;
- 1947—1950 — заместитель председателя Исполнительного комитета Алтайского краевого Совета;
- 1950—1951 — уполномоченный Совета по делам колхозов при Совета Министров СССР по Иркутской области;
- 1953—1955 — главный государственный инспектор по торговле г. Москвы.

С 1955 г. — помощник начальника Главювелирторга по кадрам.
Ушёл из жизни 9 ноября 1982 года в Москве, похоронен на Ваганьковском кладбище.

## Награды и звания
Награждён двумя орденами Трудового Красного Знамени.